# Universidade do Minho
A Universidade do Minho (abreviado como UMinho ou UM) é uma instituição pública de ensino superior fundada em 1973 na cidade de Braga (Portugal), integrando-se no grupo das "Novas Universidades" (que alteraram o panorama do ensino superior no país), iniciando as suas atividades académicas em 1975/76. A universidade é governada por uma reitoria, composta por um reitor, um conselho geral, e cinco unidades internas, que agrupam por áreas de intervenção as várias entidades internas. As instalações da Universidade do Minho estão divididas pelas cidades de Braga e Guimarães onde se encontram 21 mil estudantes em 2025.
De acordo com a European University Association (EUA): "A UMinho constitui uma referência de ensino e aprendizagem de elevada qualidade, não apenas para as universidades Portuguesas, mas também Europeias e Mundiais. (…) A Comissão de Avaliação considera que a UMinho é um dos melhores exemplos na Europa na implementação da estrutura de Bolonha."
Desde a fundação, foi incutida à universidade a tradição académica milenar de origem religiosa da cidade de Braga, desde os trajes académicos, as festividades do enterro da Gata, o Primeiro de Dezembro, e as bibliotecas da cidade. Em 2012, o jornal The Times coloca Universidade do Minho entre as 400 melhores academias do mundo.
A partir de 13 de janeiro de 2016, tem o estatuto de fundação pública de direito privado. A Universidade passa a reger-se pelo direito privado, nomeadamente no que respeita à sua gestão financeira, patrimonial e do pessoal. Ao pessoal que atualmente trabalha na instituição “com relação jurídica de emprego público” está garantida a manutenção integral do seu estatuto jurídico, designadamente no que se refere à progressão na carreira. O governo determinou ainda que ao fim de um “período experimental de cinco anos” será feita uma “avaliação independente” da aplicação do regime fundacional mesmo. Em consequência desta avaliação, o Conselho Geral da Universidade “pode propor, justificadamente, o regresso da instituição ao regime não fundacional”. O executivo poderá decidir, no entanto, o regresso ao regime atual “durante o período experimental” se não se verificarem os “pressupostos que presidiram à adoção” do novo modelo.
Na edição de 2017 do Ranking de Xangai, a instituição ficou classificada no intervalo [401-500], sendo a quinta universidade portuguesa naquela classificação, após a Universidade de Lisboa, a Universidade do Porto, a Universidade de Aveiro e a Universidade de Coimbra.
A 15 de dezembro de 2023, foi agraciada com o grau de Membro Honorário da Ordem da Instrução Pública.

## Unidades Orgânicas de Ensino e Investigação
As Unidades Orgânicas de Ensino e Investigação são as unidades principais da Universidade, responsáveis pelo ensino e investigação associado às unidades de ensino. Encontram-se divididas por seis escolas e quatro institutos, e estes encontram-se ainda subdivididas por departamentos (trinta e um), conforme as áreas do "saber". Existe ainda o departamento autónomo de arquitectura. Estas instituições são equivalentes às tradicionais faculdades portuguesas exceptuando que não possuem a gestão dos projectos de ensino.
- Escola de Arquitectura da Universidade do Minho
- Escola de Ciências da Universidade do Minho
- Escola de Engenharia da Universidade do Minho
- Instituto de Design da Universidade do Minho
- Instituto de Educação da Universidade do Minho
- Escola de Letras, Artes e Ciências Humanas da Universidade do Minho
- Instituto de Ciências Sociais da Universidade do Minho
- Escola de Economia e Gestão da Universidade do Minho
- Escola de Direito da Universidade do Minho
- Escola de Medicina da Universidade do Minho
- Escola de Psicologia da Universidade do Minho
- Escola de Superior de Enfermagem da Universidade do Minho

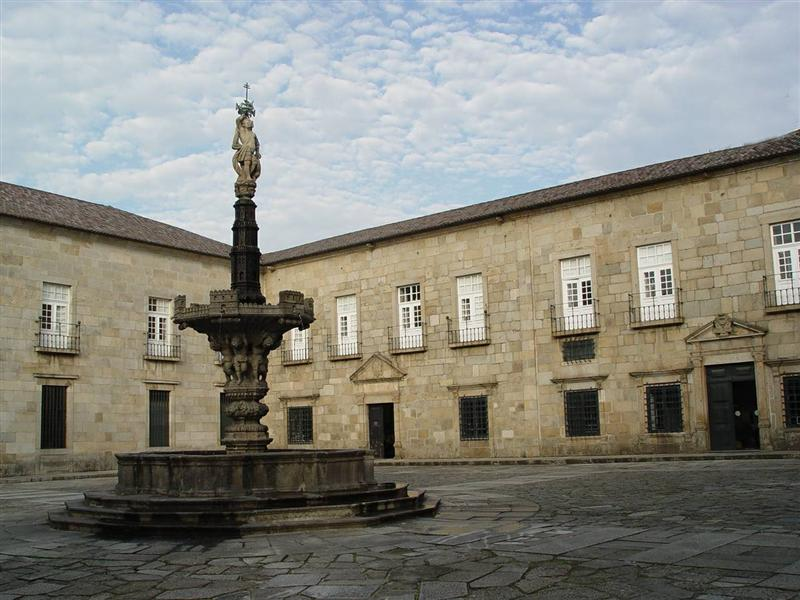
Edifício da Reitoria da Universidade do Minho, no Largo do Paço, em Braga.

### Unidades Orgânicas de Investigação
As Unidades Orgânicas de Investigação agrupam os Centros de Investigação independentes ou financiados pela Fundação para a Ciência e a Tecnologia do governo português, espanhol e marroquino
- Ciências: Centro de Biologia Molecular e Ambiental, Centro de Física, Centro de Matemática, Centro de Química, Núcleo de Ciências da Terra, e Núcleo de Investigação Geológica, Ordenamento e Valorização de Recursos.
- Ciências da Saúde: Instituto de Ciências da Vida e da Saúde.
- Ciências Sociais: Centro de Investigação em Ciências Sociais, Centro em Rede de Investigação em Antropologia (com sede no ISCTE), Centro de Investigação Transdisciplinar Cultura, Espaço e Memória, Centro de Estudos de Comunicação e Sociedade.
- Direito: Centro de Investigação Interdisciplinar em Direitos Humanos, e Núcleo de Estudos de Direito das Autarquias Locais.
- Economia e Gestão: Núcleo de Estudos em Administração e Políticas Públicas, Núcleo de Estudos em Gestão, Núcleo de Investigação em Ciência Política e Relações Internacionais, Núcleo de Investigação em Economia Europeia, Internacional e Industrial, Núcleo de Investigação em Microeconomia Aplicada, e Núcleo de Investigação em Políticas Económicas.
- Educação: Centro de Investigação em Educação, e Centro de Estudos da Criança.
- Engenharia: Biomaterials, Biodegradables and Biomimetics Research Group - integra o Laboratório Associado IBB, Centro Algoritmi, Centro de Ciências e Tecnologias da Computação, Centro de Ciência e Tecnologia Têxtil, Centro de Engenharia Biológica - integra o Laboratório Associado IBB, Centro de Tecnologias Mecânicas e de Materiais, Centro de Território, Ambiente e Construção, Centro Interdisciplinar de Tecnologias da Produção e da Energia, Institute for Sustainability and Innovation in Structural Engineering, e Instituto de Polímeros e Compósitos - integra o Laboratório Associado I3N.
- Humanidades: Centro de Estudos Humanísticos.
- Psicologia: Centro de Investigação em Psicologia.
- Outros Centros de Investigação: Centro de Engenharia de Sistemas de Produção, Centro de Estudos de Direito, Centro de Investigação em Formação de Profissionais de Educação da Criança, Centro de Investigação em Interfaces e Comportamento de Superfícies, Centro de Investigação em Promoção da Literacia e Bem-Estar da Criança, Núcleo de Investigação em Enfermagem, Núcleo de Investigação em Geografia e Planeamento, Núcleo de Investigação em Marketing e Estratégia, e Instituto de Estudos de Economia e Gestão.

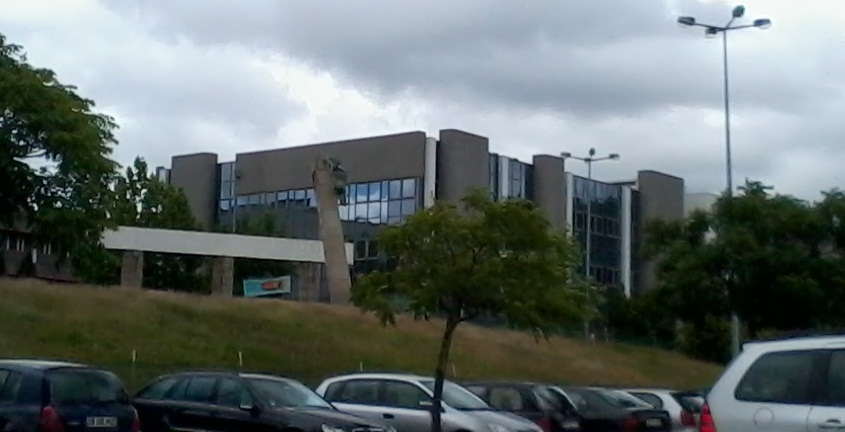
UM - Polo de Gualtar

### Unidades Culturais
As Unidades Culturais promovem a cultura não só no meio académico como também para toda comunidade.
- Arquivo Distrital de Braga
- Biblioteca Pública de Braga
- Casa Museu de Monção
- Centro de Estudos Lusíadas
- Museu Nogueira da Silva
- Unidade de Educação de Adultos
- Unidade de Arqueologia de Braga
- Casa do Conhecimento
- Museu Virtual da Lusofonia

### Unidades de Apoio e Serviços
As Unidades de Apoio e Serviços reúnem todas as entidades de serviços e apoio à comunidade académica. Desde as bibliotecas internas, apoio social, serviços técnicos, transportes, relações públicas, entre outros e mesmo outras

#### Bibliotecas internas
A Universidade do Minho tem duas Bibliotecas principais, uma em cada Campus, perfazendo um total de livros superior a meio milhão. A Biblioteca da UM é também depositária das publicações da ONU e do INE, Instituto Nacional de Estatística.
Além desta, existe em cada Departamento e Escola/Instituto uma biblioteca especializada.
Dentro do edifício sede da Escola de Economia e Gestão está sediado um Centro de Informação da União Europeia.

### Unidades Diferenciadas
As Unidades Diferenciadas distinguem-se das restantes unidades por resultarem de parcerias com entidades externas à Universidade.
- Biblioteca Lúcio Craveiro da Silva, parceria com a Câmara Municipal de Braga.
- Centro de Estudos Jurídicos do Minho, pareceria com a Associação Industrial do Minho, Município de Braga, Instituto Politécnico do Cávado e do Ave, Associação de Municípios do Vale do Ave e a Associação de Estudantes de Direito da Universidade do Minho.
- Fundação Carlos Lloyd Braga
- Fundação Martins Sarmento, parceria com o Ministério da Cultura, a Câmara Municipal de Guimarães, e a Sociedade Martins Sarmento.
- Instituto de Gestão e Administração Pública
- Instituto Confúcio, parceria com Hanban (Gabinete Nacional de Divulgação da Língua Chinesa no Mundo) e com a Universidade de Nankai, Tianjin.
- Orquestra de Câmara do Minho
- Existem ainda várias entidades em que a Universidade do Minho participa, tais como: Campurbis, Braga Digital, Quadrilátero Urbano, Centro de Computação Gráfica, BIC Minho, AvePark, CITEVE, IDITE-Minho, IEMinho, entre outros.

## Instalações
As instalações da Universidade do Minho estão divididas pelas cidades de Braga e Guimarães. Na cidade de Braga está instalada a reitoria no Largo do Paço. Ainda nesta cidade a universidade possuiu o campus de Gualtar, Convento dos Congregados, excepto a basílica deste, edificio da Rua do Castelo, um edifico na rua do Forno (antigo SAS), edifícios na rua D. Pedro V (actual BA), complexo residencial de Santa Tecla e complexo residencial Lloyd Braga. Na cidade de Guimarães possuiu o campus de Azurém, o campus de Couros, o complexo residencial dos Combatentes e o complexo residencial de Azurém.
Os cursos do Instituto de Educação, Escola de Psicologia, Escola de Letras, Artes e Ciências Humanas, Escola de Economia e Gestão, Escola Superior de Enfermagem, Escola de Medicina, Escola de Direito, Engenharia Informática, Engenharia Biológica, Engenharia Biomédica, e a maior parte dos cursos da Escola de Ciências e do Instituto de Ciências Sociais são leccionados em Braga, enquanto que os cursos de Arquitectura, Geografia, Estatística Aplicada, assim como a maior parte dos cursos de Engenharia são leccionados em Guimarães.

## Hino da Universidade do Minho

### História do Hino
A ideia de criar um hino para a Universidade do Minho partiu da Associação Académica da Universidade do Minho em 1995, num momento de particular vitalidade da nova academia minhota. O poeta José Manuel Mendes e o compositor Fernando C. Lapa foram os autores contratados. Assim nasceu o Hino da Academia, o qual tomou a designação de Hino da Universidade do Minho após a sua aprovação pelo Senado Universitário, no dia 17 de Janeiro de 2004, como hino oficial da universidade. Mais do que a exaltação à instituição, é uma feliz expressão dessa experiência marcante que constitui, para muitos jovens, a passagem pela universidade.
O Hino da Universidade do Minho foi gravado pelo Coro Académico da Universidade do Minho em 1995, figurando na abertura do CD Estes Anos São Viagem editado pela Rádio Universitária do Minho. Foi nessa ocasião ensaiado também pela Azeituna e pela Tuna Universitária do Minho, sendo interpretado por essas tunas e pelo coro em diversas ocasiões. Foi gravado em 2001 pelo Coro Académico, com acompanhamento de piano, sendo a peça de abertura do CD Vozes e Espaços. Foi também gravado novamente em 2003, no projecto do CD Coro sobre Azul, em que é tocado pela Azeituna e cantado pelo CAUM.

### Letra do Hino
Estes anos são viagem 

Entre a água e o acontecer

Ramo de astros sobre a margem

Barco ainda por haver
É no vento a nossa casa

Chão aberto a quem chegar

São mil asas numa asa

Da canção a partilhar
Novo tempo e já memória

Dias breves em devir

É o arder na própria história

Todo o destino é partir
Estes anos são passagem

Entre a água e o acontecer

Um amor de mar e margem

Na euforia de viver
É no vento a nossa casa

Chão aberto a quem chegar

São mil asas numa asa

Da canção a partilhar
Novo tempo e já memória

Dias breves em devir

É o arder na própria história

Todo o destino é partir.

## Traje dos Estudantes da Universidade do Minho

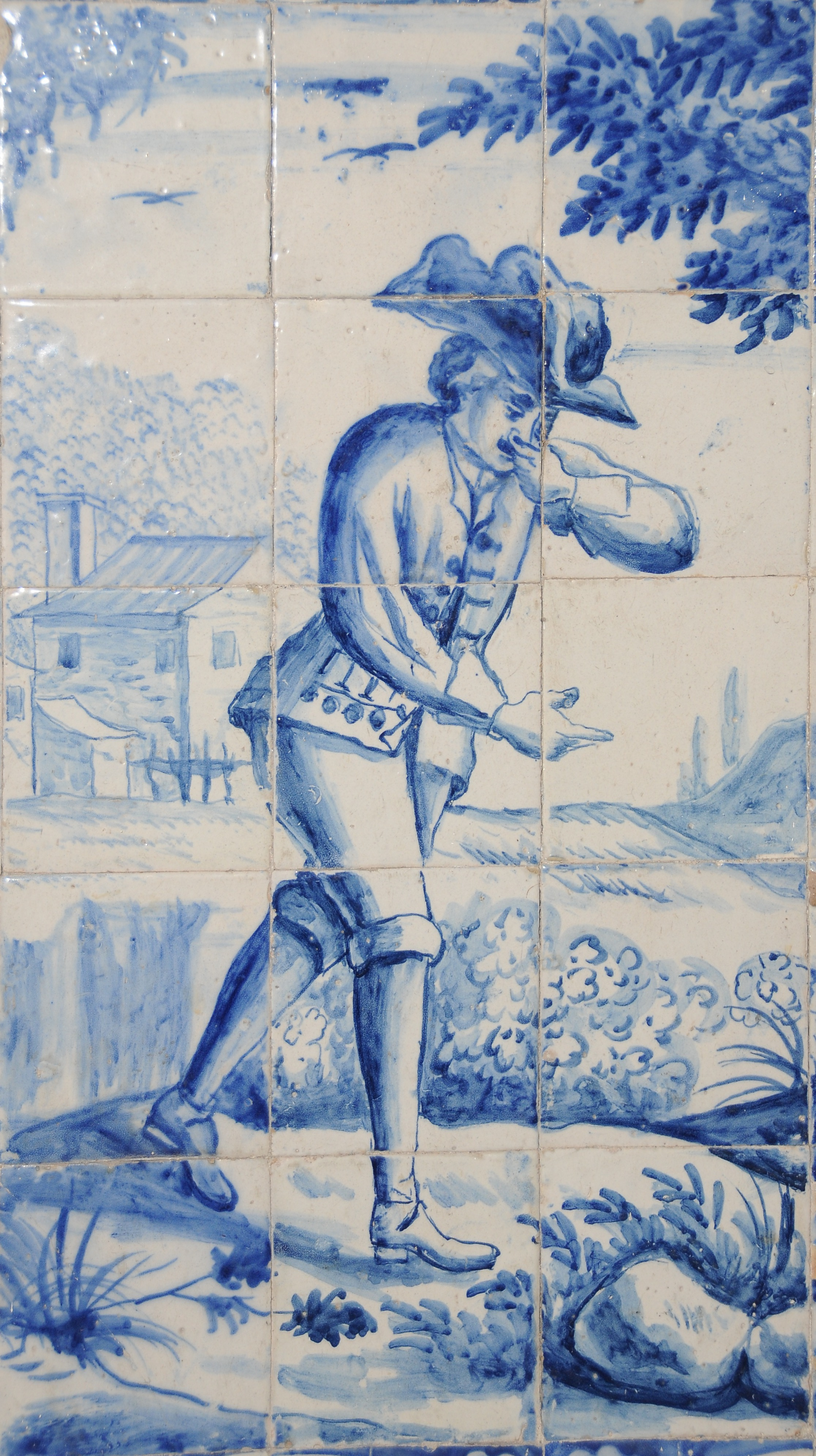
Azulejos no Paço Arquiepiscopal

O Presidente da Direção da Associação Académica da Universidade do Minho (AAUM) entre 1988 e 1991, Luís Novais — estudante com profundas ligações ao CAUM — foi o responsável pela introdução do atual traje na academia minhota. No desenrolar de um trabalho do seu percurso académico, consultou um manuscritos do século XVIII, as memórias de Ignácio José Peixoto, que fora secretário do arcebispo de Braga. Num dos trechos do manuscrito, o seu autor refere o período anterior à expulsão dos jesuítas pelo Marquês de Pombal, dizendo que "Braga era uma Universidade", provavelmente numa alusão ao antigo colégio de São Paulo, que pertenceu à Companhia de Jesus e que, na verdade, nunca foi de estudos universitários. Prossegue: "Direi agora como trajavam os estudantes…". Seguia-se a descrição dum traje que a direção da Associação Académica da Universidade do Minho decidiu recriar em 1989.
O traje atual foi desenhado por uma estilista de Braga, com base na descrição de Ignácio José Peixoto e nos painéis de azulejo do século XVIII que existem na escadaria do Paço Episcopal Bracarense, situado no Largo do Paço, atual Reitoria da Universidade do Minho.
Trata-se duma adesão livre dos estudantes da Universidade do Minho, que nunca foi alvo de decisão reitoral, nem consta dos respetivos estatutos. Depois de aprovado pela Associação Académica, viria posteriormente a ser regulamentado pelo "Cabido de Cardeais", o órgão que nesta universidade regula os assuntos relativos à praxe académica.

### Composição do traje académico
As regras do "bem trajar", ao momento da sua conceção, estabeleceram diferenças entre o traje masculino e o traje feminino. No entanto, essas diferenças notam-se, maioritariamente, apenas da cintura para baixo. Os restantes elementos são comuns para os dois sexos:
- Camisa branca de gola alta com abertura abotoada nas costas; duas aplicações frontais com dois botões de cada lado, manga com punho comprido, com quatro botões, macho centrado na parte frontal; todos os botões são brancos e forrados;
- Casaco preto, de golas largas, com abertura frontal (com cinco botões e cinco casas) dois bolsos com pala na parte frontal (com quatro botões e quatro casas), mangas com macho e o punho dobrado (aberto, com três botões e três casas); todos os botões são pretos, forrados e todas as casas metidas;
- Capa em godé;
- Tricórnio, um chapéu de três bicos (com formato triangular);
- (opcional) Pasta académica (também conhecida como Pasta da Praxe), uma pasta preta, em pele ou imitação de pele, lisa e simples para transporte de documentos e cadernos.

Consideram-se os seguintes elementos como exclusivos ao traje masculino:
- Casaco reto;
- Bermudas pretas com bolsos metidos, a apertar com fecho e botão (forrado), cós com presilhas, pernas com fundo franzido, com uma tira a apertar de lado com botão (forrado) e de comprimento três centímetros abaixo da base da rótula; cinto (quando usado, será preto, liso e com fivela discreta);
- Meias pretas e opacas, pelo joelho;
- Sapatos pretos, de couro (inclusive a sola), lisos e de fivela;

Consideram-se os seguintes elementos como exclusivos ao traje feminino:
- Casaco cintado;
- Saia preta com cós a direito, aberta atrás, na parte superior com fecho e botão, na parte inferior com trespasse (com três botões (forrados) e três casas metidas) e de comprimento, no mínimo, dois centímetros acima da parte superior da rótula;
- Collants pretos de vidro (não opacos), finos e lisos e sem quaisquer feitios, defeitos ou efeitos;
- Sapatos, pretos, de couro, lisos, com frente arredondada ou quadrada e com um tacão largo, uniforme, de três a cinco centímetros de altura.

Uma vez que todos os estudantes usam fatos idênticos (variando apenas no sexo do utilizador), foram criadas as Insígnias, um conjunto de fitas de diversas cores e larguras que denominam o curso e o estatuto do estudante em causa. Estas são presas na manga direita do casaco, presas sob o símbolo da AAUM ou da UM. Cada cor (ou conjunto de duas cores) representa o curso do estudante ou a escola/instituto em que estudam. O número de fitas representa o número de inscrições na Universidade. A largura das fitas representa o ano curricular em que está matriculado, sendo que cada ano representa um centímetro. As fitas são mudadas pelos estudantes no evento Imposição de Insígnias, mas oficialmente os alunos mudam de estatuto no momento em que efetuam a respetiva inscrição no início do ano letivo.

## Lista de Reitores da Universidade do Minho
- Carlos Alberto Lloyd Braga 1973-1980
- Joaquim José Barbosa Romero 1980-1981
- Lúcio Craveiro da Silva 1981-1984
- João de Deus Pinheiro 1984-1985
- Sérgio Machado dos Santos 1985-1998
- Licínio Chainho Pereira 1998-2002
- António J. M. Guimarães Rodrigues 2002-2009
- António Augusto Magalhães Cunha 2009-2017
- Rui Vieira de Castro 2017-atual